# Abutilon coahuilae
Abutilon coahuilae är en malvaväxtart som beskrevs av Thomas Henry Kearney. Abutilon coahuilae ingår i släktet klockmalvor, och familjen malvaväxter. Inga underarter finns listade i Catalogue of Life.